# Dana Cameron
Pour les articles homonymes, voir Cameron.
Dana Cameron, née en 1965 dans l'État du Massachusetts, aux États-Unis, est une femme de lettres et une archéologue américaine, auteure de roman policier et de fantastique.

## Biographie
Elle mène pendant plusieurs années une carrière d'archéologue spécialisée dans l'histoire culturelle du Royaume-Uni et de la Nouvelle-Angleterre entre 1607 et 1760. Dans plusieurs de ses œuvres de fiction, elle a recours à des informations historiques précises.
En 2006, elle publie Ashes and Bones pour lequel elle est lauréate du prix Anthony 2007 du meilleur livre de poche original. Ce titre fait partie d'une série policière ayant pour héroïne Emma Fielding, professeur d'archéologie. 
Dana Cameron remporte à plusieurs reprises le prix Agatha, le prix Macavity et le prix Anthony de la meilleure nouvelle.
À partir de 2013, elle est publie le premier titre de Fangborn, une série de plusieurs romans appartenant au genre de la fantasy urbaine, où apparaissent notamment des loups-garous.

## Œuvre

### Romans

#### SérieEmma Fielding
- Site Unseen (2002)
- Grave Consequences (2002)
- Past Malice (2003)
- A Fugitive Truth (2004)
- More Bitter Than Death (2005)
- Ashes and Bones (2006)

#### SérieFangborn
- Seven Kinds of Hell (2013)
- The Serpent's Tale (2013)
- Pack of Strays (2014)
- The Curious Case of Miss Amelia Vernet (2014)
- Hellbender (2015)
- Burning the Rule Book (2015)

### Nouvelles

#### SérieEmma Fielding
- Mischief in Mesopotamia (2012)

#### SérieFangborn
- The Night Things Changed (2008)
- Swing Shift (2010)
- Love Knot (2011)
- Pattern Recognition (2012)
- Finals (2013)
- The Serpent's Tale (2013)
- The God's Games (2014)

#### SérieAnna Hoyt
- Femme Sole (2009)
- Disarming (2011)
- Ardent (2011)
- Declaration (2014)

#### Autres nouvelles
- The Lords of Misrule (2007)
- One Soul at a Time (2012)
- Dialing In (2013)

## Prix et distinctions

### Prix
- Prix Anthony 2007 du meilleur livre de poche original pour Ashes and Bones[1]
- Prix Agatha 2008 de la meilleure nouvelle pour The Night Things Changed[2]
- Prix Macavity 2009 de la meilleure nouvelle pour The Lords of Misrule[3]
- Prix Anthony 2011 de la meilleure nouvelle pour Swing Shift[1]
- Prix Macavity 2011 de la meilleure nouvelle pour Swing Shift[3]
- Prix Agatha 2011 de la meilleure nouvelle pour Disarming[2]
- Prix Anthony 2012 de la meilleure nouvelle pour Disarming[1]
- Prix Macavity 2012 de la meilleure nouvelle pour Disarming[3]
- Prix Agatha 2012 de la meilleure nouvelle pour Mischief in Mesopotamia[2]
- Prix Anthony 2013 de la meilleure nouvelle pour Mischief in Mesopotamia[1]

### Nominations
- Prix Anthony 2007 de la meilleure nouvelle pour The Lords of Misrule[1]
- Prix Anthony 2009 de la meilleure nouvelle pour The Night Things Changed[1]
- Prix Agatha 2009 de la meilleure nouvelle pour Femme Sole[2]
- Prix Edgar-Allan-Poe 2010 de la meilleure nouvelle pour Femme Sole[4]
- Prix Anthony 2010 de la meilleure nouvelle pour Femme Sole[1]
- Prix Macavity 2010 de la meilleure nouvelle pour Femme Sole[3]
- Prix Agatha 2010 de la meilleure nouvelle pour Swing Shift[2]